# Puerto Peñasco
Puerto Peñasco è una municipalità dello stato di Sonora nel Messico settentrionale, il cui capoluogo è la omonima località.
Conta 62 177 abitanti (2010) e ha una estensione di 6163,03 km².